# Apanteles pappi
Apanteles pappi är en stekelart som först beskrevs av T.C. Narendran 1998.  Apanteles pappi ingår i släktet Apanteles och familjen bracksteklar. Inga underarter finns listade i Catalogue of Life.